# Mårts Anna
Mårts Anna, död 24 augusti 1669 i Mora, var en svensk som blev avrättad för häxeri. Hon var en av de som avrättades i den berömda häxprocessen i Mora under det stora oväsendet.
Mårts Anna uppgavs vara 70 år gammal och bosatt i Våmhus. 
Efter häxprocessen i Älvdalen utbröt en kraftig ryktesspridning i Dalarna, där olika personer utpekades för att bortföra barn till Blåkulla. Oroliga föräldrar krävde i juni 1669 att myndigheter skulle förhöra de misstänkta. Lördag kväll den 12 augusti kom den nybildade Dalarnas trolldomskommission till Mora, och häxprocessen inleddes. 
Hon var en av sextio personer som åtalades i Mora misstänkt för att ha bortfört barn till Blåkulla. 
Mårts Anna beskrivs som "Uthgammal och blind". Hon uppges frivilligt ha bekänt allt hon anklagades för, "hafuer bekiendt rundt ut altsammans". I sin bekännelse uppgav hon att hon hade lärt sig trolldom av sin syster Elin fyrtio år tidigare; att hon haft samlag med Satan som lovat henne allt gott och att hon skulle få göra vad hon ville; och att hon använt bjäror. Hon vittnade också mot tre andra misstänkta: Hård Margretha, Jöns Britta och Ask Elin. 
Morgonen den 23 augusti, efter nio dagars rättegång, dömdes 23 av de 60 misstänkta till döden för trolldom, avfall från Gud, förbund med djävulen och barnaförande. Sjutton av dessa skulle avrättas - av vilka två fick sina avrättningar uppskjutna på grund av graviditet - men de övriga sex skulle sättas i fängelse eftersom rätten var osäker på deras skuld. Hon blev en av de femton personer som avrättades i häxprocessen i Mora den 24 augusti 1669. Avrättningen ägde rum genom halshuggning och bränning.